# Ебраук
Ебраук — кельтська держава на території сучасної Великої Британії, що утворилася на початку V століття після залишення римськими військами провінцій Британії. Деякий час була найбільшою потугою на півночі Британії. З 420 року починається поступовий розпад Ебраука. З початку VI ст. починаються війни з англами. У 580 році остаточно підкорено королівством Дейра.

## Історія

### Утворення
Після відходу римлян з Британії утворився політичний вакуум. Брити сконцентрувалися навколо давньоримського міста-фортеці Еборакум. Засновником держави вважається Коель Старий. Назва держави Ебраук походить від римського міста Еборакум, що стало столицею бритської держави.
У 420 році від королівства відкололася держава Брінейх, а у 450 році — Регед. Втім надалі завдяки діяльності Мора ап Кенеу вдалося відбити напади піктів та англів. 470 року держава знову поділилася на власне Ебраук та Пенінни. Стало незалежним королівство Гододін.

### Розвиток
За панування королів Ейніона, Артуіса та Еліффера відбулося найбільше піднесення держави. Було досягнуто внутрішньої політико-військової та економічної стабілізації. Водночас вдалося відбити усі напади піктів, англів та саксів.

### Занепад
Евраук виявився в небезпечному сусідстві з англами, що утворили потужне королівство Берніцію, знищиви Брінейх. У 559 році англи захопили область Дейфір. З цього моменту починається війна за існування Ебраука. Опір кельтів тривав близько 20 років, після чого Ебраук припинив існування, його землі захопило англське королівство Дейра.

## Королі
- Коель Старий, 400—420 роки
- Кенеу ап Коель, 420—450 роки
- Мор ап Кенеу, 450—470 роки
- Ейніон ап Мор, 470—495 роки
- Артуіс ап Мор, 495—500 роки
- Еліффер Творець Великого війська, 500—560 роки
- Передур Залізні Руки, 560—580 роки

## Географія
Землі держави Ебраук охоплювали територію від південно-східної Шотландії, графство Нортумберленд до Дербіширу і Північного Лінкольнширу та від Камбрії до Чеширу.

## Мова
Основу становила кумбрійська мова, що була державною. Втім поширені були інші кельтські мови.

## Релігія
З часів Кенеу ап Коеля починається процес християнізації бритських племен. Він завершився в правління короля Еліффера.